# Powers of Ten
Powers of Ten（パワーズ・オブ・テン）は、チャールズ・イームズとレイ・イームズの夫妻によって1977年に製作された教育映画および、監修者のフィリップ・モリソンによる1982年（日本語版：1983年）刊行の同名の書籍。本項目では1968年に仮製作されたPowers of Ten:A Rough Sketch（パワーズ・オブ・テン ラフ・スケッチ）についても説明する。
Powerは力ではなく「冪乗」という意味で、タイトルは「10の冪(power of ten, 10n)」を複数形にしたものである。冒頭に1平方メートルの視野を設定し、その視野面積の冪指数を増加・減少させたときのものの見え方の変化を描くことを通じて、物質の大きさの比較を一覧的に示す科学映画である。
日本国内でも学校教育等で使われた。
1998年にアメリカ国立フィルム登録簿の保存作品に指定された。

## 製作
イームズ夫妻は建築物や家具のデザインで著名となった工業デザイナーで、デザイン業務の傍ら短編映画の製作に乗り出しており、本作はIBMの依頼によって製作された。アイデアはオランダの作家キース・ボークの著書『Cosmic View』を翻案したものである。
1968年に『ラフ・スケッチ』が製作されたのち、1977年に本作が製作された。

## スタッフ
- 監督・製作：チャールズ&レイ・イームズ事務所
- ナレーター：フィリップ・モリソン ※物理学者。のちに出版された書籍版を手がけた。
- 音楽：エルマー・バーンスタイン
- 原案：キース・ボーク（英語版）
- 監修：ジョン・フェスラー、オーウェン・ギンガリッチ（英語版）、ケネス・ジョンソン、ジャン＝ポール・ルヴェル、フィリップ・モリソン

## ストーリー
シカゴ。公園での昼食を終えた男女（男性は横になり、女性は本を読んでいる）の姿が映し出される。1辺が10の0乗メートル=1メートルの正方形のフレームで画面の中央が区切られ、カメラは男女の姿を垂直に見下ろす（フレーム外の黒みの部分には視界の広さを示す数値が表示される）。10秒かけてカメラが上空へ上がっていき（鑑賞者から見ると手前方向へ引き）、その範囲は10の1乗平方メートル=10平方メートルとなる（ここで鑑賞者は公園の全景を見る）。さらに10秒かけ、範囲は100平方メートルとなる（ここで鑑賞者は公園の周辺のミュージアム・キャンパス地区全体の様子を見る）。このようにしてフレームの範囲を拡大していき、画面が捉える範囲はアメリカ合衆国全体、地球の全体、太陽系全体、銀河系全体となり、光を観測できない地点まで上昇していく。フレームの1辺が100000000 光年（1024メートル）になったところで、上昇方向の動きが止まる。
カメラは5倍のスピードで公園の男女に戻る。ふたたびスピードをゆるめ、カメラは男性の手の甲に近づいていく。冪指数は負の数となり、フレームは10のマイナス1乗平方メートル=10平方センチメートルを皮切りに縮小方向へ向かう。画面は皮膚組織、毛細血管、血液中の白血球、細胞核、DNA、タンパク質、炭素原子、原子核、陽子を捉えていく（製作当時の素粒子物理学の状況を反映し、「クォークと呼ばれるものがあると思われるが、この先はまだ謎である」というナレーションが入る）。フレームの縦横が0.000001 オングストローム（10−16メートル）になったところで、下降方向の動きが止まり、映像はフェイドアウトする。

## パワーズ・オブ・テン ラフ・スケッチ
パイロット版は人物の部分のみモノクロの素材が用いられている。舞台はシカゴでなくマイアミである。
また、フレーム外に視界の広さを示す数値に加え、地球時間とカメラ時間（運動している観測者の系の時間、つまり本作における鑑賞者が疑似体験する時間）の差を表す時計や、カメラの速度計が表示されていることが『ラフ・スケッチ』の大きな特徴である。カメラは冪指数が1移動するごとに、10秒で次の指数地点に到達するルールである。したがって上昇（後退）方向の移動では、10秒あたりの移動距離が冪指数的に増加し、速度が高まることになるため、やがては光速に近い速度で動くことになり、特殊相対性理論に沿えば、鑑賞者にとっての時間の進み方と地球における時間の進み方がずれていく（時間の遅れ）。時計・速度計はこのことを表現するために設定されたが、本作製作の際に「これ以上の要素を入れると理解するのが難しくなる」との判断で外された。

## 日本での上映・放送・ソフト化
本編、『ラフ・スケッチ』ともに以下のビデオグラムに日本語吹き替え版や日本語字幕版が収録されている。
- レーザーディスク「映像の先駆者シリーズ チャールズ&レイ・イームズの世界」（パイオニアLDC SS098-6016）
- VHS「EAMES FILMS チャールズ&レイ・イームズの映像世界」（角川エンタテインメント A38H320）
  - 上記のDVD化（アスミック AEBW-10061）
- DVD「チャールズ&レイ・イームズ 映像作品集 DVD-BOX」（NBCユニバーサル・エンターテイメントジャパン GNBW-7565）

新潟県立自然科学館の天文コーナーでは独自の日本語ナレーションを吹き替えたものを上映していた。また、葛飾区郷土と天文の博物館でも上映していた時期があった。いずれも終了している。
2024年5月時点で、さいたま市青少年宇宙科学館の常設展示にて日本語吹き替え版が上映されている。
1987年にフジテレビ『TV's TV』において『パワーズ・オブ・テン ラフ・スケッチ』の一部が放送された。

### 日本での同趣向作品
- 名古屋市科学館では、2000年3月18日から5月14日まで開催された特別展「宇宙展2000」（中日新聞社・中部日本放送共催）において、本作と同じ趣向の映像（宇宙方向のみ）を3次元コンピュータグラフィックス（3DCG）で描いた同タイトルの「パワーズ オブ テン」を名古屋大学、富士通と共同制作し、館内展示の形で上映していた[3]。特別展終了後は一時「2001年時空の旅」と改題し、同館プラネタリウムでの上映作品となった[3]のち、同館天文館5階の常設展示となっている[4]。
- 本作に着想を得て、2025年現在の最新の科学的データを基にアップデートされたプラネタリウム作品「星はここにある～music by ACIDMAN～」が、イームズオフィスの公認を得て制作され、2025年3月より投影開始された[5]。プログラム監修はロックバンドACIDMANの大木伸夫、全体監修は理学博士の佐治晴夫が務めた。

## 書籍
- フィリス・モリソン、フィリップ・モリソン『パワーズ オブ テン―宇宙・人間・素粒子をめぐる大きさの旅』日本経済新聞出版社、1983年10月30日。ISBN 978-4532062392。

## 評価
教育映画として非常に評価を受けた。まだCGが存在しない時代、実写からアニメーションへの滑らかな移行技術は見るものを驚かせた。